# Froukje Wartena
Froukje Wartena, eigenlijk Frouwkje Wartena (Akkrum, 28 juli 1855 – Laren, 14 april 1933) was een Nederlands schilder, tekenaar en etser.

## Leven en werk
Wartena was een dochter van dr. Auke Herres Wartena (1823-1882) en Joukje Luitzens van der Sluis (1829-1914). Haar vader was arts in Akkrum en Huizum. Na zijn overlijden verhuisde het gezin naar Groningen, ze kreeg er les van J.H. Egenberger. In 1883 verhuisde Wartena naar Amsterdam, waar ze studeerde aan de Rijksnormaalschool voor Teekenonderwijzers (1883-1890) bij J.R. de Kruijff en Georg Sturm. Paul Bodifée, Suze Fokker en A.M. Gorter behoorden tot haar klasgenoten. Wartena volgde daarnaast samen met onder anderen Augustine Obreen de avondcursus aan de Rijksakademie van beeldende kunsten (1888-1889), bij Ferdinand Oldewelt. Ze werkte een tijdlang als onderwijzeres voor ze zich volledig aan de kunst kon wijden.
Wartena schilderde, tekende en etste interieurs, genrevoorstellingen, stadsgezichten en landschappen. Ze was lid van Arti et Amicitiae, Sint Lucas, de Pulchri Studio en het genootschap Kunstliefde en exposeerde meerdere malen, onder andere tijdens de tentoonstellingen van Levende Meesters, op de internationale tentoonstelling in Berlijn (1905) en tijdens De Vrouw 1813-1913. 
De kunstenares overleed op 77-jarige leeftijd, ze werd gecremeerd op Westerveld.

## Enkele werken

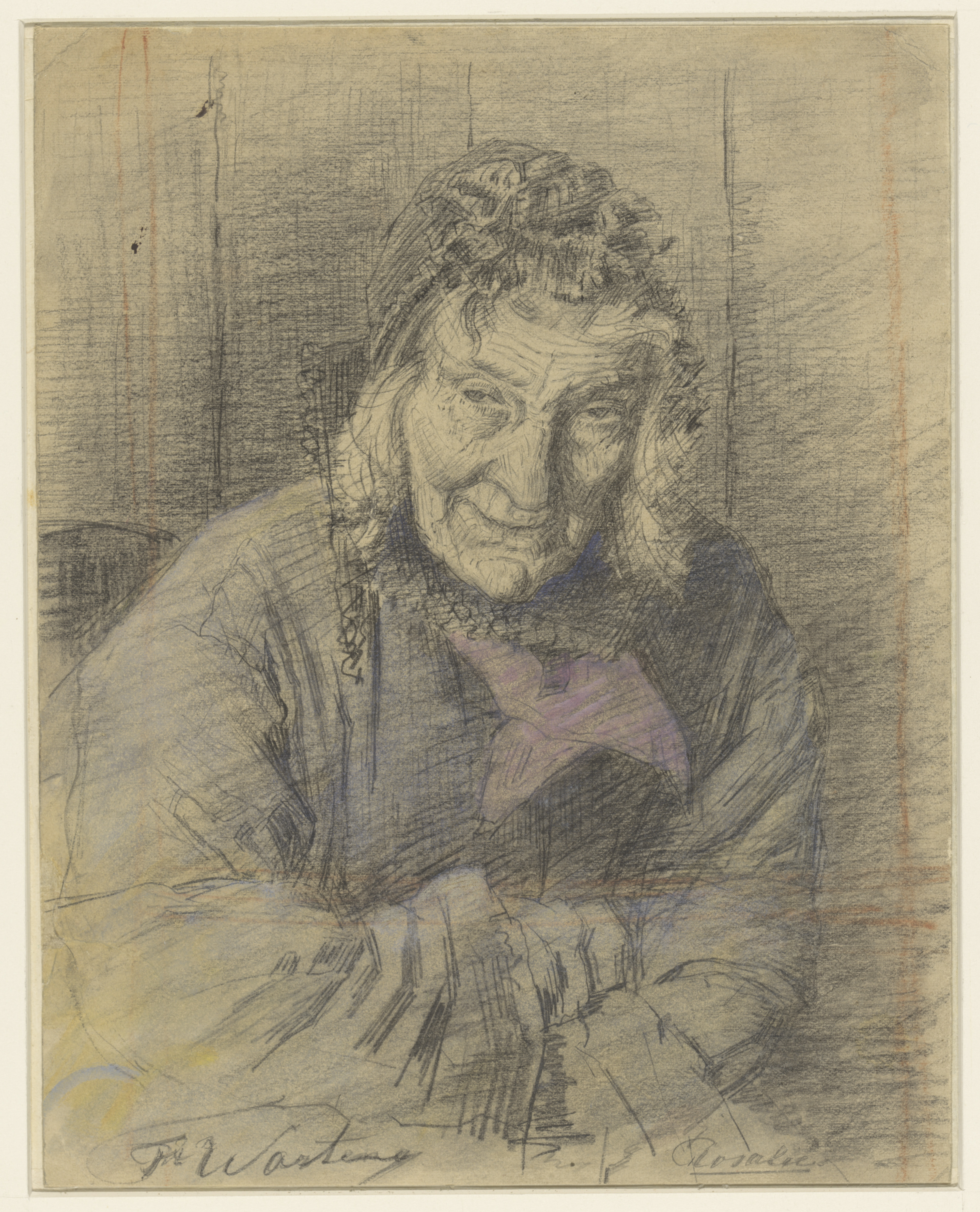
Portret van Rosalie, krijttekening, Rijksmuseum Amsterdam
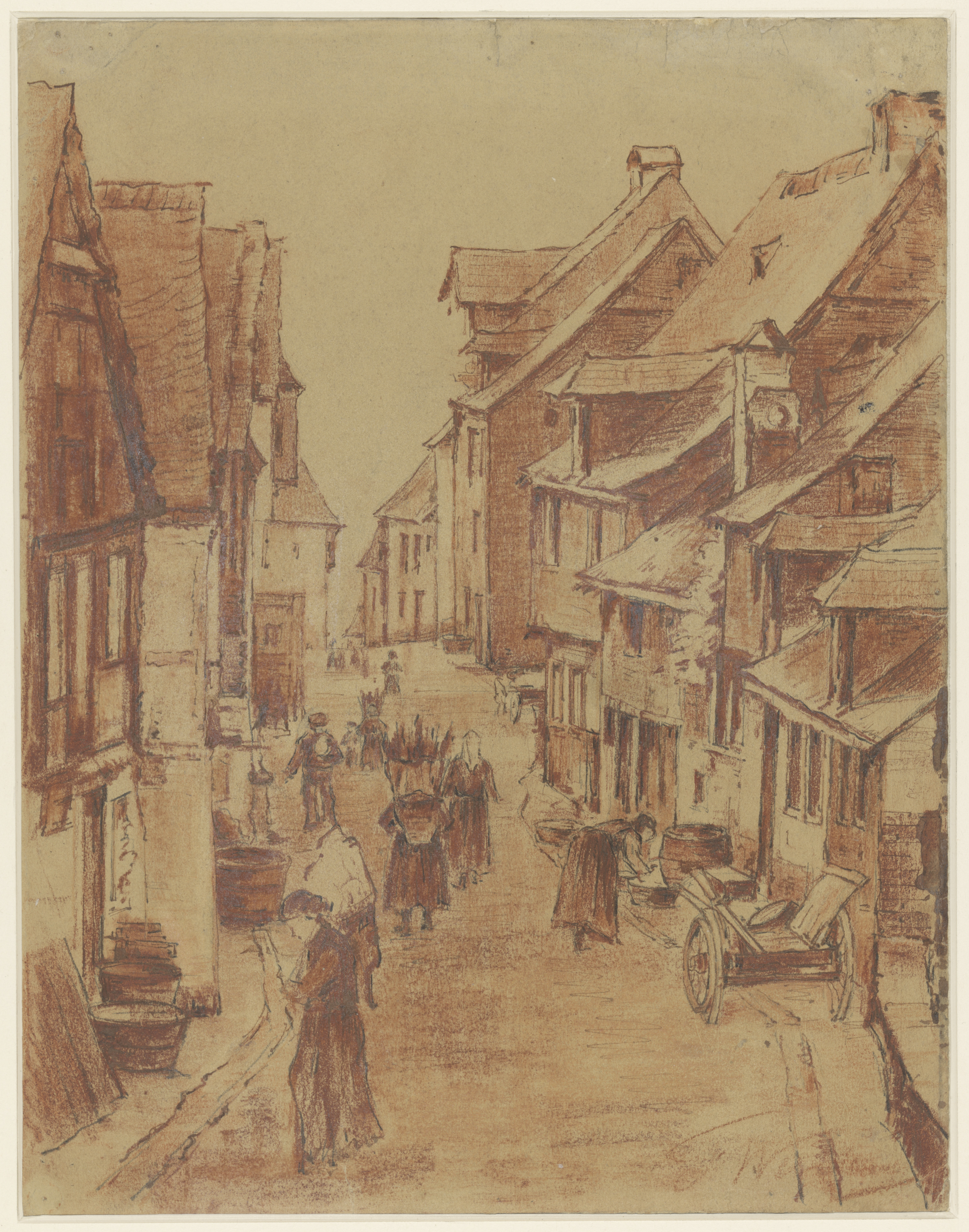
Straatje in een Duits dorp, krijttekening, Rijksmuseum Amsterdam
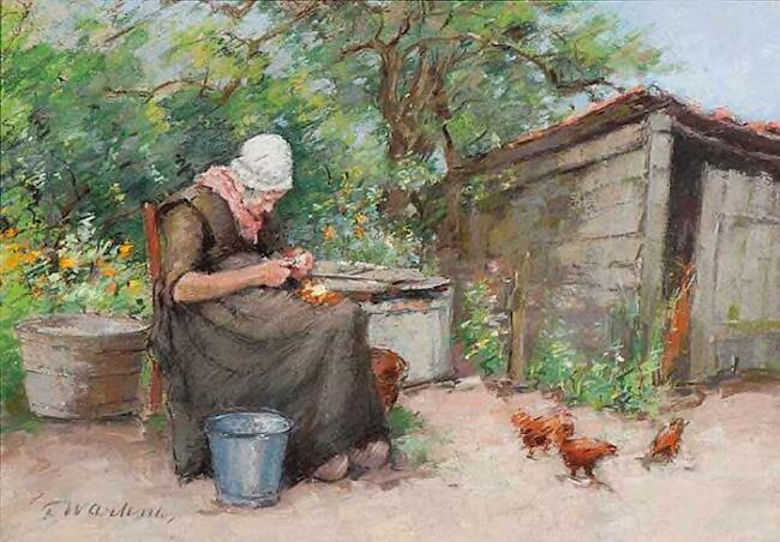
Het schillen van de piepers in het zonnetje, pasteltekening, verblijfplaats onbekend
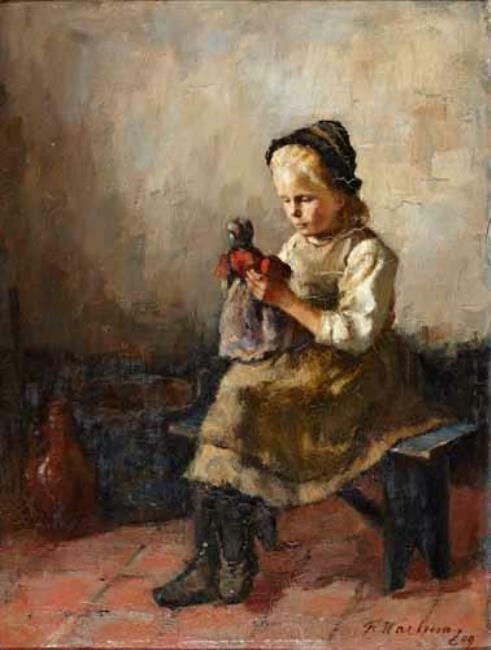
Meisje met pop (1909), schilderij, verblijfplaats onbekend